# Elaphoglossum fournierianum
Elaphoglossum fournierianum là một loài thực vật có mạch trong họ Lomariopsidaceae. Loài này được L.D. Gómez mô tả khoa học đầu tiên năm 1972.